# Rodoljub Roki Vulović
Rodoljub "Roki" Vulović (Serbio cirílico: Родољуб "Роки" Вуловић, n. Bijeljina, Yugoslavia, 1 de mayo de 1955) es un cantante serbobosnio. Hasta 2013 fue director de la escuela politécnica de Bijeljina. También fue militar en la guerra de Bosnia. Posee un canal de YouTube donde publica sus canciones.

## Biografía
Rodoljub Vulović nació el 1 de mayo de 1955 en Bijeljina. Empezó su carrera musical en 1972, lanzando "Kristina" y "Napustićeš me ti", sus primeras dos canciones. Luego de lanzar su primer álbum Paša en 1988, realiza una gira por diferentes países europeos con significante población serbia. En total ha publicado siete álbumes. Publicó un álbum en 2017. Previo a su retiro en 2013, se desenvolvió como rector y profesor de la escuela politéctina "Mihajlo Pupin" de su ciudad natal.

## Guerras yugoslavas
Durante las guerras yugoslavas, el centro de la ciudad de Bijeljina fue totalmente destruido, siendo afectada su casa. Vulović se unió a la Primera Brigada de Infantería ligera de Semberija, donde grabó su segundo álbum, titulado "Semberski junaci". Algunas de las canciones de éste fueron dedicadas a sus amigos, algunas a sus camaradas y otras a oficiales de la brigada serbia. Todo lo recaudado en ventas se invirtió en atención médica para los heridos. Después del éxito de su primer álbum, Roki fue transferido a la brigada de infantería mecanizada Garda Panteri en donde, por iniciativa del oficial Pero Čolić,  lanza otro álbum en 1993. Aquel álbum fue crucial tanto para dar motivación a los soldados como para establecer la fama de Roki.
Crni bombarder (1995) fue su último álbum bélico, después del cual Roki lanzó "Zbog tebe" en 1997.

## Discografía

### Álbumes
- Паша / Paša (1988)
- Семберски јунаци / Semberski junaci (1992)
- Гарда Пантери / Garda Panteri (1993)
- Јунаци Козарски / Junaci Kozarski (1994)
- Црни бомбардер / Crni bombarder (1995)
- Због тебе / Zbog tebe (1997)
- Отаџбини на дар / Otadžbini na dar (2001)

### Solos
- Кристина / Kristina (1972)
- U srcu te čuvam (2018)
- Ne plači (2020)
- Pukni zoro (2020)
- Majevica (2022)

## Vida personal

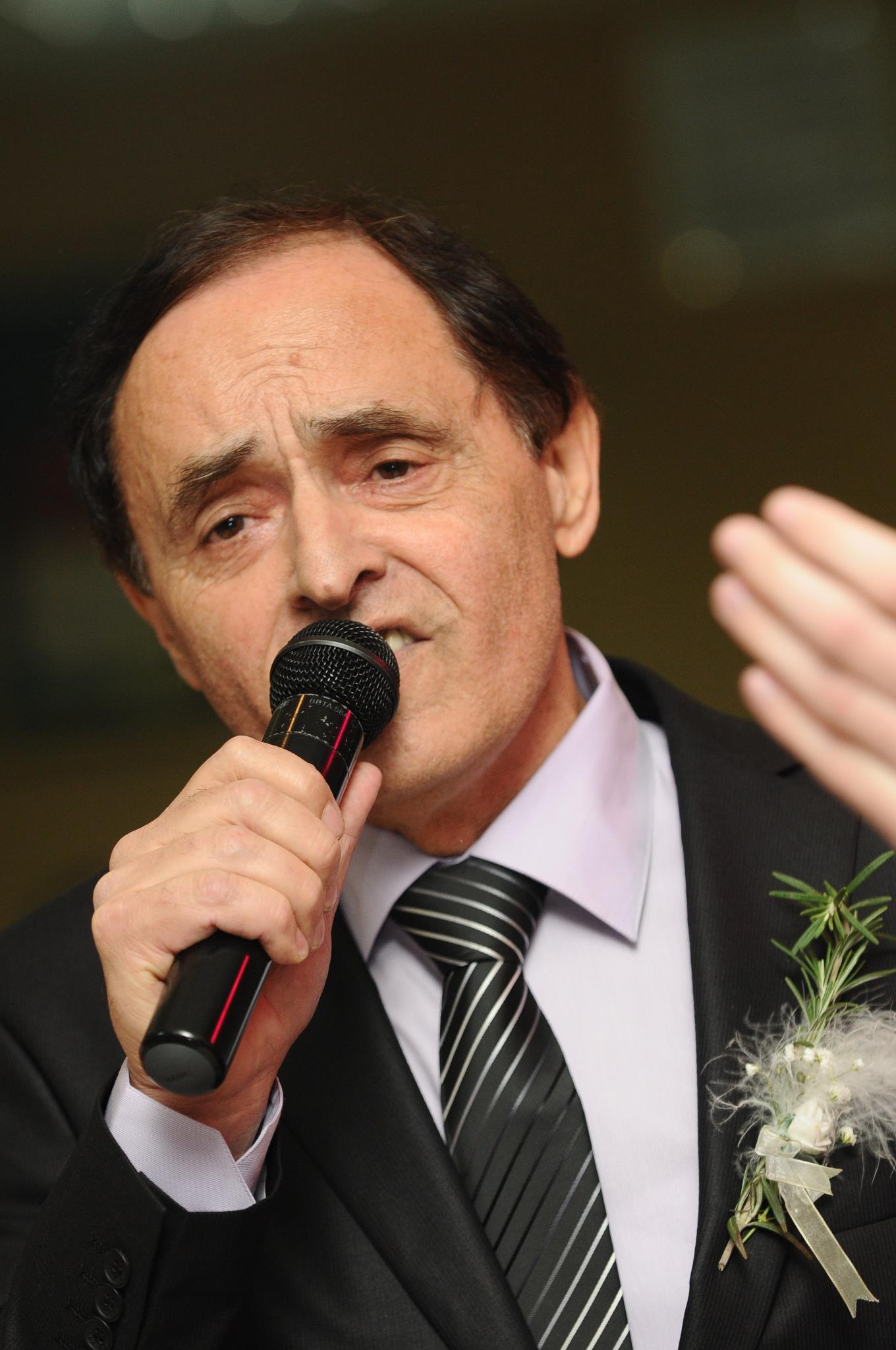
Vulović en 2013

El padre de Roki participó en la Segunda Guerra Mundial, siendo capturado en 1941 y enviado a la Alemania Nazi, logrando regresar después de la guerra. Su abuelo era oriundo de Montenegro.
Su mujer, Jelica (quien es filóloga), es coautora de muchas de sus canciones. Roki es padre de dos; un hijo y una hija. Habla francés e italiano con fluidez y tiene conocimiento conversacional de alemán.
Durante su vida y giras,  ha visitado muchos países de Europa Occidental;  desea visitar Rusia. 
Cabe destacar que durante los 90s sus peticiones de visa para visitar Estados Unidos fueron rechazadas numerosas veces. Uno de las razones de ello, según la embajada de EE. UU., era por sus canciones revolucionarias y anti-OTAN.

## Posturas
Vulović cree que los rusos y los griegos son los mayores amigos de Serbia.
Respeta a Josip Broz Tito. Se opone a la Adhesión de Serbia a la Unión Europea, y cree que los presidentes Tadić y Nikolić nunca consideraron la opinión popular respecto al asunto.